# Melinopteryx coruscans
Melinopteryx coruscans (лат.) — вид насекомых, открытый в 2018 году учёными Юмэ Имада и Макото Като, и обитающий в Японии, на западе острова Хонсю, в префектуре Нагано, в горном хребте Акаиси. Всего было собрано 18 образцов этого вида, 15 из которых самцы и 3 самки. Видовое название происходит от латинского «coruscans» — «мигание». Гусеницы питаются ножками грибов Conocephalum.

## Описание

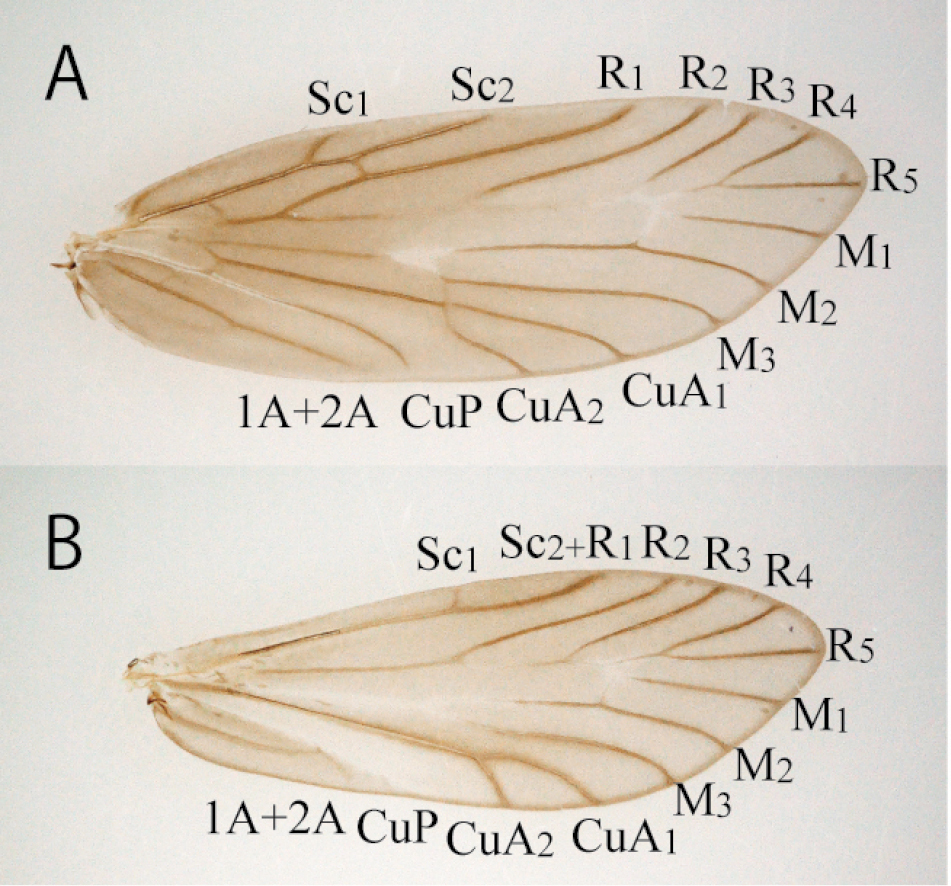
Жилкование верхнего и нижнего крыльев, правая сторона

Является типовым видом своего рода. Эдеагус с парой вентральных продольных лопастей, простирающихся более чем на половину длины эдеагуса; у самок сумка с двумя формами сигнумов, состоящих из двух полукруглых склеритов и длинного прямоугольного склерита. 
Голова тёмно-коричневая, голая и блестящая с обеих сторон, скудно покрыта коричневато-жёлтыми чешуйчатыми чешуйками с тёмно-жёлтыми чешуйками на макушке. Антенна примерно такой же длины, как переднее крыло у самца, у самки соотношение переднего крыла и антенны 4/5; с 67 (60-74) члениками у самцов.  Губной щупик состоит из 2 сегментов. Торакс серовато-коричневый, скудно покрыт фиолетовыми и коричневато-золотыми чешуйками на протораксе с синими металлическими чешуйками, с тёмно-жёлтыми пилообразными чешуйками на тегуле. Переднее крыло с коричневато-фиолетовым блеском с медным оттенком, густо покрыто золотистым блеском над базальной половиной спины; реснички серовато-коричневые, бледно-жёлтые на вершине; брюшная поверхность глянцевая, серовато-фиолетовая.
Длина переднего крыла 5,1 мм и 5,1 мм у самца и самки соответственно. Заднее крыло блестящее коричневато-фиолетовое, усеянное пилообразными чешуйками на прикорневой половине; реснички серовато-коричневые; нижняя сторона такая же, как у переднего крыла. Брюшко скудно покрыто серовато-коричневыми пилообразными чешуйками. Melinopteryx coruscans отличается от Melinopteryx bilobata на основании следующих признаков:
- Эдеагус с брюшной продольной лопастью, простирающейся более чем на половину длины эдеагуса;
- Сегмент X самки с прямоугольной пластинкой дорсальных склеритов;
- Тело сумки с двумя различными формами знаков, состоящими из пары полукруглых склеритов и склерита в форме ленты.

### Гениталии

#### Брюшко самца и его гениталии
Средняя

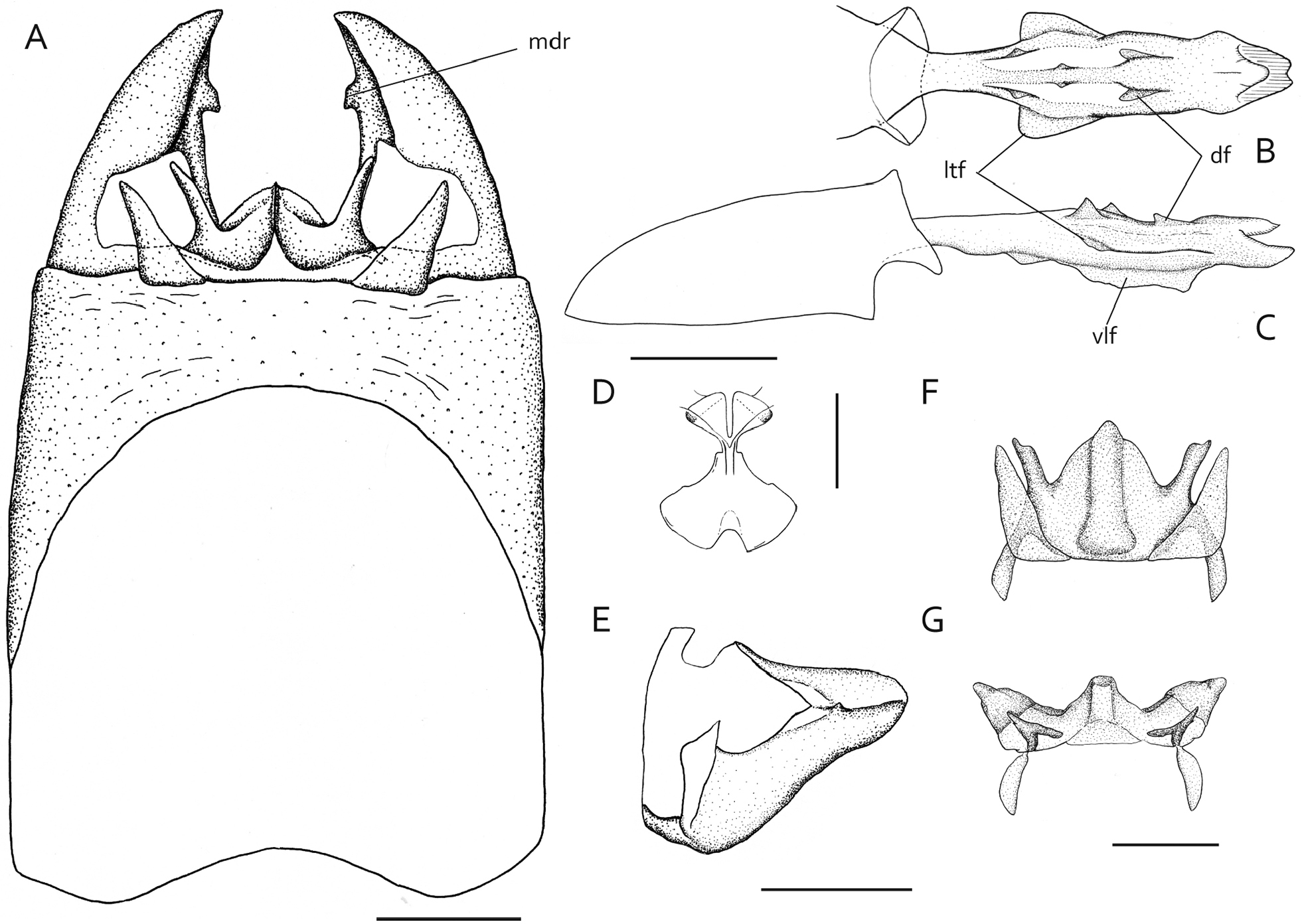
Гениталии самца

длина дорсального кольца IX сегмента составляет около 1/6 длины брюшка. Вальва с тупой вершиной, с очень маленьким проксимально-вентральным гребнем; внутренний вентральный край широкий, без вогнутости — это эдеагус с брюшной продольной лопастью, простирающейся вертикально более чем на половину длины эдеагуса; присутствуют три пары спинных лопастей; пара боковых треугольных лопастей, простирающихся горизонтально. Тергит Х с продольной выпуклостью в медиальной части, с дисто-дорсальной парой треугольных долей.

#### Брюшко самки и её гениталии

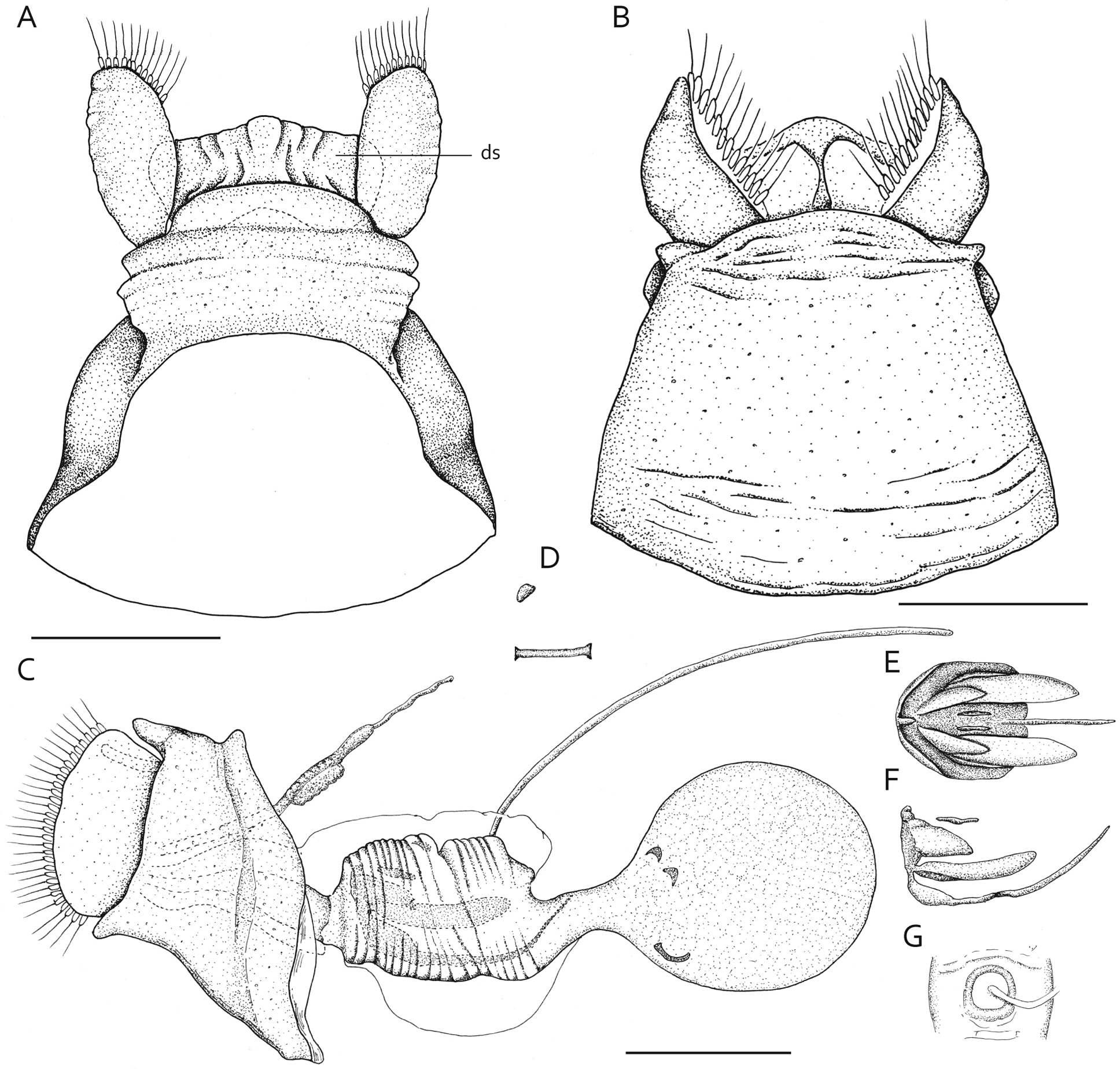
Гениталии самки

Кольцо сегмента IX сильно склеротизировано, глубоко вогнуто дорсо-латерально; длина середины брюшка сверху около 1/3-1/2 длины средней части брюшка снизу, без бокового выступа. Дорсальная пластинка между сегментами X имеет крупные, хорошо склеротизированные склериты. Тело сумки выпуклое; имеется знак, состоящий из двух полукруглых склеритов и ленточного склерита. Сумка так же имеет большой склерит с четырьмя вспомогательными склеритами в форме стержня.

### Вариации
Географические различия заметны между особями в популяциях Ирисава и Сирабисо-тоге. В популяциях Ирисава проксимальная часть тергита X у самца толще и намного более развита, чем у популяции в Сирабисо-тоге; окраска крыльев в популяции Ирисава окрашена ярко-пурпурными чешуйками, в то время как окраска крыльев особей в Сирабисо-тоге, как правило, более медная и золотистая.

## Биология
Развивается одно поколение в год; однако в некоторых популяциях на большой высоте может быть одно поколение раз в два года, где гусеницы демонстрируют два значительно отличающихся размера тела в течение одного и того же периода времени.
Местом обитания является вершина или долина субальпийских лесов примерно на высоте 1100—1820 м в западной части горного хребта Акаиси в Японии. В ареале данного вида распространены такие деревья, как Tsuga diversifolia, пихта Вича, и ель аянская (вариетет «hondoensis»).